# 安田明夏
安田 明夏（やすだ あきか、2002年8月24日 - ）は、日本の女流囲碁棋士。日本棋院関西総本部所属。

## 経歴
兵庫県神戸市出身。5歳の頃、囲碁のアマチュア高段者だった祖父に教えられて囲碁に興味を持ち、小学生でプロを目指したいと考え、中学校2年で日本棋院関西総本部の院生となる。師匠は神戸囲碁倶楽部を主宰する堀田陽三九段。堀田は関西棋院所属であるが、堀田や両親からは、知り合いが多い関西棋院より勉強に集中できるはずと日本棋院を勧められた。実際、楽しかった神戸囲碁俱楽部と違って厳しい対局の連続で、負けたり同世代にプロ合格で追い越されたりしたが、師匠や両親からは、無理をせず気楽にやるよう励まされた。
愛徳学園中学校2年生の時に「第37回文部科学大臣杯全国少年少女囲碁大会」に出場し、6位入賞を果たしている。
2020年（令和2年）度の関西総本部院生研修リーグにて総合4位（女子1位）の好成績を収めた為、女流特別採用推薦により、2021年（令和3年）4月1日付にて入段（プロ棋士採用）した。
2022年（令和4年）4月よりNHK Eテレの番組『囲碁フォーカス』の進行役に起用された。両手で三角形をつくる「バランスチャート」という独特の決めポーズを披露している。
2024年（令和6年）4月よりNHK Eテレの番組『NHK杯テレビ囲碁トーナメント』の司会を担当している。

## 著書
『安田明夏のとってもやさしい囲碁入門』マイナビ出版、2024年3月14日

## 出演番組
- 囲碁フォーカス（NHK Eテレ、2022年4月3日 - 2024年3月） - 進行役
- NHK杯テレビ囲碁トーナメント（NHK Eテレ、2024年4月 - ） - 司会
- チコちゃんに叱られる!（2022年6月17日、NHK総合） - VTR出演[7]